# Грузинска музика
Грузинската музика е известна с полифоничното изпълнение на песни, при което се използват близки тонове и специална гласова техника. Традицията е разпространена в различните райони на Грузия, всеки от които притежава своя специфика на многогласовото пеене. Основният елемент на грузинското пеене е съчетаването на три мъжки гласа. Различават се три вида грузинска вокална полифония – сложно многогласие, разпространено в Сванетия; гласов диалог на басов фон, преобладаващ в района на Кахетия в Източна Грузия; контрастно многогласие, характерно за Западна Грузия. Песните съпровождат грузинците през целия им живот – популярни са хорови изпълнения по време на работа, на празници, сватби и погребения. Многогласовото изпълнение е характерно не само за фолклорните песни, но и за грузинското църковно песнопеене. Грузинското полифонично пеене е признато за шедьовър и е включено в списъка на нематериалното културно наследство на ЮНЕСКО. 

## Фолклорна музика
Грузинската фолклорна музика съдържа голям брой музикални диалекти. Те са свързани с историческите области на страната и с населяващите ги различни етноси. Музикалните диалекти обикновено се разглеждат като две групи – източна и западна. Източната група на музикалните диалекти е присъща за най-големите райони на Грузия – Картли и Кахетия, по-малките североизточни планински региони – Хевсурети, Пшавия, Тушети, Хеви, Мтиулети, Гудамакари, и за южния район Месхетия. Западната група включва централния регион на западна Грузия – Имеретия, три планински региона – Сванетия, Рача и Лечкуми, и три черноморски региона – Самегрело (Мегрелия), Гурия и Аджария. Понякога музикалните диалекти се делят на планински и равнинни. Някои изследователи обединяват стиловете на Гудамакари и Лечкуми в една група, други разглеждат Картли и Кахетия като отделни диалекти.

### Традиционна вокална полифония
Грузинската фолклорна музика е предимно вокална. Грузинските песни са известни със своето полифонично изпълнение. Традицията е от античните времена, изследователите намират нейните корени отпреди навлизането на християнството в страната през 4 век. Вокалната полифония се основава върху остинато и ритмичен басов тон при повечето регионални музикални диалекти. Полифоничното пеене без музикален съпровод (а капела) е разпространено в почти всички региони на Грузия. Най-популярната форма на полифонията е тригласовото пеене, по-рядко се срещат двугласовото и едногласовото (унисон). Областите Аджария и Гурия са прочути със сложните четиригласови песни.
За грузинското полифонично пеене е характерна функционалната самостоятелност на гласовете. Долният глас, бани, в зависимост от музикалния диалект може да служи като бурдон, да създава хармоничната основа или да развива мелодията. В тригласовите песни средният глас е разказващ, ткма, или запяващ, дамцкеби; горният глас е припяващ, модзахили. В двугласовите песни участват ткма и бани. В четиригласовите песни между втори и трети гласове се включва т.нар. съгласуващ глас, шемхмобари. Двугласовото пеене е остинатно и се среща в архаичните форми на фолклора. Едногласовото пеене обикновено е в солово изпълнение.
Полифоничната песен е елемент от самобитната национална култура на Грузия. Пеенето е колективна дейност – при празненства и големи семейни събирания очаква се всички присъстващи да участват в изпълнението на песните. Мелодичната част традиционно се изпълнява от отделни певци, а в басовата партия могат да взимат участие от десетки до стотици души.

#### Източна Грузия
За Източна Грузия са характерни както хомофонни, така и хомофонно-полифонични форми. При полифоничните форми горните гласове развиват мелодията, а долният глас създава басовия фон. Съчетанията на гласовете имат различни варианти:
- Водещата мелодия се изпълнява от втори глас;
- Основната мелодия се изпълнява от първи глас, а вторият глас го съпровожда с друга самостоятелна мелодия, която е в контрапункт с основната;
- Двата горни гласа изпълняват основната мелодия, при което вторият глас, създавайки по-сложно орнаментирана музика, е по-изразителен от първия глас.

Басът при всички варианти изпълнява хармонична функция. За песните на Картли и Кахетия е характерна по-сложната полифония – в тях на бурдонен фон свободно се развиват две много орнаментирани мелодични линии.

#### Западна Грузия
Във фолклорната музика на Западна Грузия отделно място заема тригласовото пеене на свани. То се отличава със строгата хармонична и ладова структура и притежава специфичен колорит на звучене. Това звучене е резултат на съвместното движение на трите гласа в основните тризвучия и на чести дисонансни съчетания (секунда, септима, квартквинтакорд, секундквинтакорд, квинтсептакорд). За Аджария, Имеретия, Мегрелия и Гурия е характерна контрапунктната полифония. В песните на тези райони се използва певческата техника „криманчули“ (подобна на йодел). При тази техника от първия глас се изисква необичайно висок за мъжки глас регистър и умение да се изпълняват сложни фиоритури. Третият глас е с широк диапазон и участва в създаването на музикалната тъкан. Горният глас и басовият изговарят само отделни срички и възклицания. Вторият глас е този, който изпълнява текста на песента. Неговите мелодия и ритъм са развити по-малко в сравнение с другите два гласа. Гурия и Аджария са известни с четиригласовите песни, богати на импровизация и оригинална полифония. Някои от тях – надури (работни песни) – се изпълняват чрез редуващото се пеене на два ансамбъла, всеки от които има 6 изпълнители.

### Градски фолклор
Градските песни имат многовековна традиция в Грузия. Тя се корени в едногласовото музикално творчество на поети-певци, мгосами, и преминава през дълго историческо развитие.
В днешния градски фолклор се различават две стилистически направления. Едното направление – „източно“ – се развива през 18 век под влияние на арменската и иранската музика (ашугска музика). Взаимното проникване на двете музикални култури – източната ашугска и грузинската градска – води до възникването на градски фолклорен жанр, който по-късно придобива названието „песните на стария Тбилиси“. За тези песни е характерна диатоника, широко мелодично развитие, орнаментираност на мелодията, импровизация и лиричност. Темите на песните са любовта, приятелството, родината.
Второто направление – „западно“ – възниква през втората половина на 19 век под влияние на европейската музика. През този период сред градската младеж и интелигенцията стават много популярни неаполитански романси, арии, хорови и инструментални изпълнения от различни опери. Новият стил на градския фолклор се ражда чрез обединяване на този вид музика с елементите на грузинската хорова полифония. На тази основа се появяват тригласови песни, чиито мелодии са без мелизматика. При тях двата горни гласа провеждат мелодията с паралелни терци, а басовата партия се води или от един изпълнител, или от няколко в унисон. С тригласовите песни са известни Кутаиси и другите градове на Западна Грузия, за Тбилиси са характерни едногласовите песни. Пее се както а капела, така и с инструментален съпровод. За акомпанимент се използват китара, пиано, а за някои едногласови песни – ориенталски струнни инструменти.

## Църковни песнопения и хорова музика
Грузия приема християнството като държавна религия през 337 г. и оттогава многогласовото хорово пеене постепенно се превръща в духовната традиция на православната Грузия. През 5 век в църковните ритуали навлизат грузински песнопения, от 9 век богослужението се провежда изцяло на грузински език. Духовните академии стават разпространители на националната музикална култура. В семинариите и църквите се организират певчески школи, където се обучават изпълнителите на религиозните химни. Грузинските полифонични църковни песнопения достигат своя връх през 10 – 11 век и се смятат за паметник на грузинската музика. По това време се появяват сборници с осемгласови песнопения, развива се теория на музиката и се разработва оригинална нотация за нейното записване, която и до днес не е напълно разшифрована. Църквата взема активно участие във възраждането на грузинската култура през 18 век и обучава стотици певци на църковните песнопения. Православните семинарии и академии в съвременната Грузия поддържат няколко ансамбли, които пазят традицията на грузинското църковно песнопение и популяризират красотата на нейната полифония. 
Грузинското хорово полифонично изпълнение има своите особености. При него е характерно движение на гласовете като паралелни квинти и кварти, а също и паралелни тризвучия. Ладовата основа на песните е диатоника, най-често срещаните ладови системи са миксолидийската и еолийската, по-малко се използват фригийската, дорийската, ионийската и локрийската. В музикалните диалекти на Западна Грузия се използва йонийският лад. Най-разпространената каденца е VII-I (седмата степен е под тониката на голяма секунда), но често се срещат и по-сложните каденци VI-VII-I и I-II-III (песента свършва в унисон на третата степен на миксолидийския лад). В песните на Западна Грузия се срещат каденци и с по-голям брой степени: V-VI-VII-I, IV-V-VI-VII-I, I-II-III-IV, I-II-III-IV-V. Съотношенията на гласовете имат най-разнообразни форми – квартквинтакорд (c-f-g), квартсептакорд (c-f-b), квинтнонакорд (c-g-d), септоктакорд (с-b-с), септнонакорд (c-b-d), октнонакорд (c-c-d). В народните песни се срещат различни форми на модулация – с един тон нагоре или надолу, на терца и кварта надолу, на малка секунда нагоре.
Традиционно, хоровото пеене се изпълнява предимно от мъжки състави. Смесеното изпълнение на народни песни е обичайно за селата и по-изолираните райони на Грузия. В съвременна Грузия има и женски хорови състави, като ансамбъл „Мзетамзе“.

## Светска и класическа музика
Светската музика в Грузия се развива през 12 век, при управление на царицата Тамара. Тогава се появяват инструментални и вокални ансамбли, създават се песни по текстовете на големите грузински поети Шота Руставели, Йоан Шавтели и други, стават много популярни професионалните музиканти-певци, мутриби и мгосани. Нов подем музикалното изкуство на Грузия има през 19 век, когато се засилват връзките с европейската и руската музикална култура. Тбилиси става център на музикалното образование не само на Грузия, но и на цялото Задкавказие. Европейската музиката се разпространява от членовете на музикалните кръжоци, изпълнява се в аристократичните салони. През 1851 г. в Тбилиси се открива оперен театър – първото представление е на италианска трупа. Към края на 19 век страната има свои музиканти-инструменталисти – изпълнители на пиано, цигулка и виолончело, които заедно с грузинските диригенти и певци изнасят концерти в Грузия и Русия. По това време се появяват и първите образци на грузинските романси. За развитието на грузинския романс особено голям принос има композиторът Димитри Аракишвили. Той създава около 80 произведения в този жанр, някои от които са по текстовете на Пушкин, Хафез и други големи световни поети. Неговите романси се отличават с изразителна мека мелодичност и се смятат за класиката на жанра.
През 1905 г. се основава Грузинското филхармонично общество, което представя на грузински език няколко опери от руски и западноевропейски композитори. През 1911 г. се осъществява първото изпълнение на грузинската симфонична музика – симфоничната картина „Химнът на Ормузд“ на Димитри Аракишвили. През 1919 г. се основава оперна студия, същата година на сцената на Тбилиския оперен театър се поставят оперите на композиторите Димитри Аракишвили („Легенда за Шота Руставели“), Закария Палиашвили („Абесалом и Етери“), Виктор Долидзе („Кето и Коте“). Комическата опера „Кето и Коте“ и днес с успех се представя на сцените на грузинските театри. За по-нататъшното развитие на оперната музика голяма заслуга има Захари Палиашвили. Неговите оперни произведения съдържат най-съществените черти на националното музикално творчество и се смятат за връх на грузинската класическа музика.

## Традиционни музикални инструменти
Грузинците използват широк набор народни музикални инструменти.
- Струнни инструменти: лъкови – чунири, абхарца; дърпащи – чанги; ръчни – пандури, чонгури, бас-пандури.
- Духови: два вида саламури – без и със тръстикова пластинка (платък), ларчем-соинари, дудуки, пилили, зурна, буки, гудаствири (волинка), чибони.
- Клавишни: бузика, гармон, тико-тико.
- Ударни: диплипито, даира, цинцила, доли.

- Чунири
- Чанги
- Пандури
- Чонгури
- Саламури
- Пилили
- Зурна
- Гармони
- Диплипито
- Даира